# Leptomyrina rabe
Leptomyrina rabe är en fjärilsart som beskrevs av Jean Baptiste Boisduval 1833. Leptomyrina rabe ingår i släktet Leptomyrina och familjen juvelvingar. Inga underarter finns listade i Catalogue of Life.